# Représentation de saint Jean-Baptiste par Le Caravage
Pour les articles homonymes, voir Saint Jean-Baptiste (homonymie).
Le thème de saint Jean-Baptiste a fait l'objet de plusieurs tableaux du peintre baroque italien Michelangelo Merisi da Caravaggio, dit « Caravage » (1571-1610). Toutefois, l'attribution de certains de ces tableaux à Caravage n'est pas certaine, et varie selon les auteurs et l'état de la recherche à ce sujet.

## Saint Jean-Baptiste, un thème récurrent
L'histoire de Jean le Baptiste est racontée dans les Évangiles. Jean est le cousin de Jésus, et sa vocation consiste à préparer la venue du Messie. Il vit dans le désert de Judée entre Jérusalem et la mer Morte, portant « un vêtement de poils de chameau et, autour de ses reins, une ceinture de cuir ; et il [mange] des sauterelles et du miel sauvage ». Son surnom de « Baptiste » ou de « Baptiseur » vient de la pratique du baptême de repentir qu'il proclame dans la région. Il baptise Jésus lui-même dans le Jourdain, et il meurt sur décision du roi Hérode Antipas pour avoir exigé que ce dernier change son mode de vie.
Jean le Baptiste est fréquemment représenté dans l'art chrétien ; ses caractéristiques et attributs les plus habituels sont la tunique en poils de chameau, la croix de roseau et l'agneau. La scène la plus couramment dépeinte avant la Contre-Réforme est celle de son baptême de Jésus, mais aussi la scène de Jésus et Jean enfants dans les bras de Marie, souvent accompagnés de sainte Élisabeth, mère de Jean-Baptiste. Des tableaux représentant Jean seul dans le désert existent aussi, bien qu'ils soient moins courants, mais le jeune Caravage choisit systématiquement de représenter Jean comme un garçon ou un jeune homme seul dans le désert. L'image provient d'un passage de l'Évangile selon saint Luc : « Or l’enfant croissait et se fortifiait en esprit, et il demeura dans le désert jusqu’au jour de sa manifestation devant Israël ». Ce choix constitue pour Caravage un moyen de traiter un sujet chrétien tout en peignant de jeunes hommes nus ou presque nus, thème pictural qu'il affectionne particulièrement à l'époque.
Mis à part ces œuvres où Jean le Baptiste est seul, et qui datent surtout du début de la carrière de Caravage, il peint aussi trois grandes scènes narratives portant sur la mort de Jean : la grande Décollation conservée à Malte, et deux Salomé tenant la tête de Jean Baptiste, l'une conservée à Madrid, l'autre à Londres.

## Saint Jean-Baptiste, Tolède
Ce tableau fait partie de la collection du musée du trésor de la cathédrale de Tolède en Espagne. Son attribution est contestée : plutôt que Caravage, son auteur pourrait être son contemporain Bartolomeo Cavarozzi.

## Le Jeune Saint Jean-Baptiste au bélier, musée du Capitole et galerie Doria-Pamphilj, Rome
Le Jean-Baptiste du Capitole ne pose pas de difficulté d'attribution à Caravage, mais l'identification de son thème est quelque peu problématique tant le modèle offre un aspect sensuel et éloigné des représentations habituelles du saint. Il a d'ailleurs été successivement été décrit dès 1620 comme le berger mythologique Phyxis, puis comme une représentation de l'Amour Vainqueur, ou de façon plus neutre comme un Jeune garçon avec un bélier ; l'association à Saint Jean Baptiste est aujourd'hui communément admise.
Deux exemplaires de la main de Caravage sont connus, et exposés au musée du Capitole et à la galerie Doria-Pamphilj.

## Saint Jean-Baptiste, Kunstmuseum, Bâle
Jean tient à la main des roses, symboles de la Passion, tandis que l'agneau représente le sacrifice à venir du Christ.
L'attribution de ce tableau à Caravage est contestée par certains auteurs. Bien qu'il revête de nombreux aspects stylistiques propres à Caravage, dont l'utilisation d'ombres profondes et le choix de représenter un Jean Baptiste jeune et solitaire, les critiques et historiens d'art ne s'accordent pas unanimement à le lui attribuer.

## Saint Jean-Baptiste dans le désert, Galerie nationale d'art antique, palais Corsini, Rome

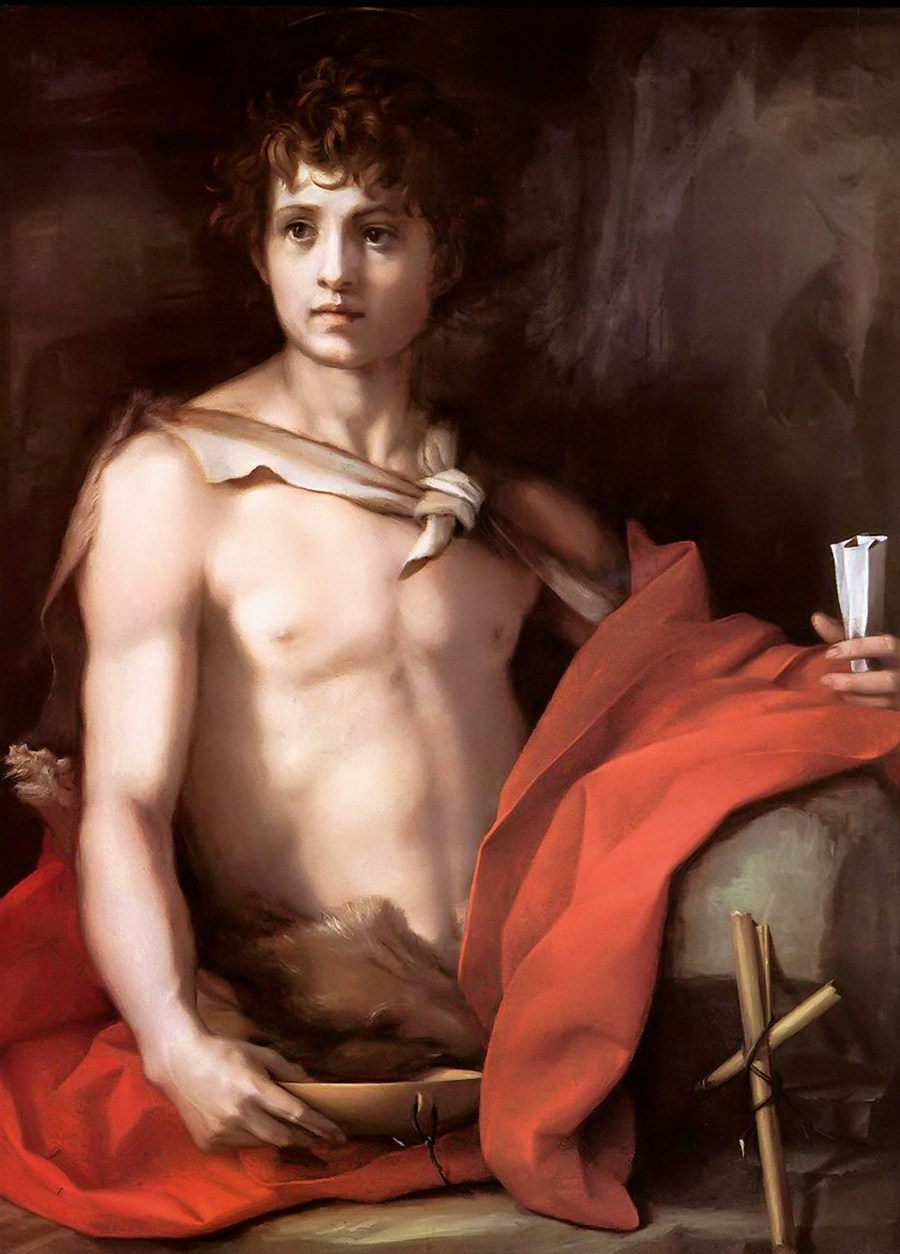
Saint Jean-Baptiste, Andrea del Sarto, 1528. Palais Pitti, Florence. Ce Jean-Baptiste constitue un précédent au traitement du thème par Caravage, avec un usage similaire du fond et des symboles.

Il s'agit de l'un des deux Jean-Baptiste qui auraient été peints par Caravage en 1604, voire 1605. Son attribution est toutefois contestée. Il est exposé parmi la collection du palais Corsini, dans la Galerie nationale d'art antique à Rome.

## Saint Jean-Baptiste à la fontaine, La Valette

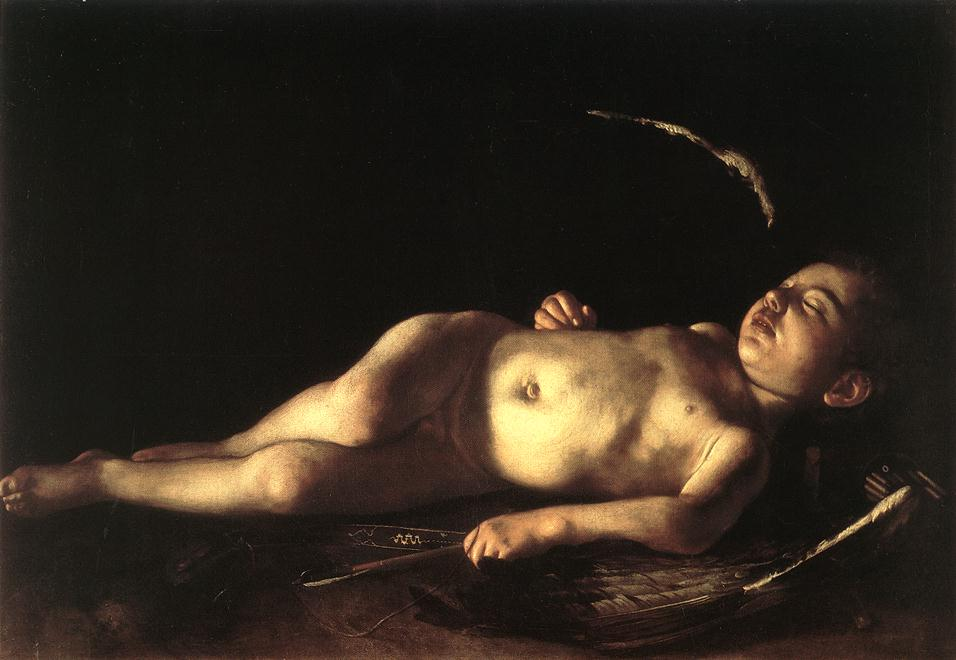
Amour endormi, Le Caravage, 1608.

Saint Jean-Baptiste à la fontaine est conservé dans une collection privée à Malte, difficile d'accès, ce qui empêche que beaucoup de chercheurs aient pu l'étudier. John Gash le considère comme un Caravage, en soulignant la similarité dans le traitement de la chair avec l'Amour endormi qui lui est attribué et qui date de sa période maltaise. C'est un tableau très endommagé, surtout sur les parties de paysage. Il en existe deux versions, légèrement différentes l'une de l'autre.

## Saint Jean-Baptiste, galerie Borghèse, Rome
La datation du saint Jean-Baptiste de la galerie Borghèse est sujette à controverse : les chercheurs ont longtemps pensé que la toile avait été achetée par le cardinal Scipione Borghese entre le moment où il arrive à Rome en 1605 et celui où Caravage fuit la ville en 1606, mais Roberto Longhi renvoie à la période sicilienne de l'artiste (donc post-1608) en se basant sur certaines similitudes de manière et de colorisation. Le point de vue de Longhi s'impose graduellement, jusqu'à un certain consensus actuel pour l'année 1610.

## Saint Jean-Baptiste allongé, Munich
Ce Saint Jean-Baptiste allongé, découvert en Argentine, reste discuté quant à son attribution ; Peter Robb l'accepte toutefois dans sa biographie de Caravage en 1998. Le tableau se trouve aujourd’hui dans une collection privée à Munich.

## La Décollation de saint Jean-Baptiste, La Valette

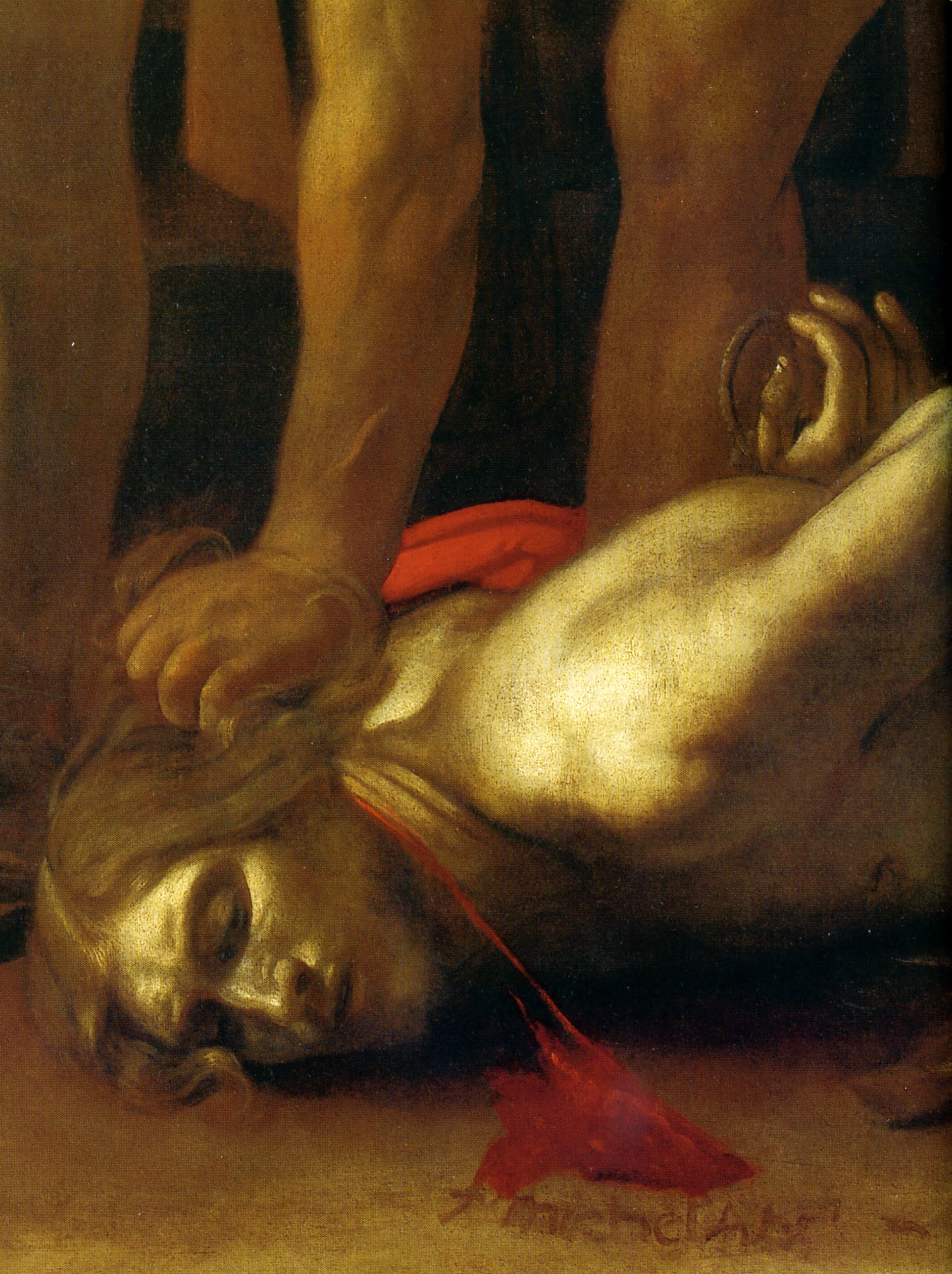
Détail du visage de saint Jean-Baptiste et de la signature de Caravage

Ce tableau peut être assimilé à une série de trois qui traitent de la fin tragique de Jean-Baptiste, exécuté sur ordre d'Hérode à la demande pressante de sa femme Hérodiade, demande soutenue par sa fille Salomé. L'instant choisi est celui où le bourreau s'apprête à donner le coup de poignard (misericordia) final, entouré et observé par différents personnages réunis dans cette cour de prison, dont Salomé qui s'apprête à recueillir la tête du saint sur un plateau.

## Salomé avec la tête de saint Jean-Baptiste, Londres et Madrid

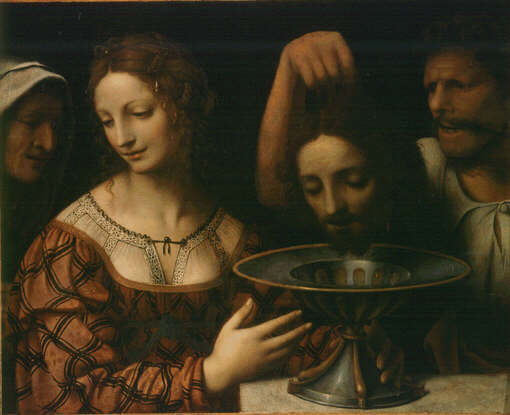
Salomé par Bernardino Luini, v. 1527 (galerie des Offices, Florence)

Ces deux tableaux, peints sans doute à quelques mois d'intervalle, deux ans tout au plus, offrent deux traitements de la scène de Salomé portant la tête de Jean Baptiste sur un plateau. Hérodiade, la mère de Salomé, n'est pas représentée bien que cette macabre offrande lui soit destinée ; on imagine cette scène suivant immédiatement l'exécution de Jean. Le premier tableau, celui conservé à Londres, montre d'ailleurs le bourreau tenant la tête comme s'il était sur le point de la déposer sur le plateau ; sa main gauche est encore posée sur la garde de l'épée du supplice.
Le traitement de cette scène n'est pas en soi une nouveauté ; l'épisode biblique (repris par les évangélistes Matthieu et Marc) est un thème courant pour l'époque. Ainsi, la version de Luini réalisée quelques décennies plus tôt propose une composition similaire (choix, disposition et attitudes des personnages) mais sans toutefois parvenir à une unité de groupe comparable à ce qu'atteint Caravage.
Comme on peut aussi le percevoir dans la Décollation qui a pu être peint entre les deux Salomé, le Baptiste n'est sans doute plus ici le sujet essentiel de l'un ou l'autre des deux tableaux : la scène est prétexte à une étude de genre sur les personnages du bourreau, de la vieille servante et de Salomé, ainsi qu'à une méditation symbolique sur le bien et le mal. À cet égard, l'évolution du personnage du bourreau est la plus significative entre l'une et l'autre œuvre : d'un personnage aux traits assez épais et grossiers, il devient un jeune homme gracieux et tournant à demi le dos au spectateur. Mais dans un cas comme dans l'autre, son regard est empreint d'une profondeur immédiatement remarquable. La présence spirituelle de Jean Baptiste est ici considérablement plus importante que sa présence corporelle. L'aspect méditatif de l'œuvre s'observe aussi de façon notable dans l'attitude de Salomé ; là encore, la comparaison avec d'autres artistes qui ont préalablement traité ce thème comme Luini mais aussi Titien ou encore Cranach souligne les choix particuliers de Caravage, qui renvoie à la culpabilité ressentie par Salomé plutôt qu'à une représentation de la sensualité exacerbée jusqu'au crime.
Cette impression est d'autant plus forte dans la seconde version de 1609, où Salomé regarde tout droit en direction du spectateur, le prenant ainsi à partie dans le débat moral qui semble l'animer.
Ainsi, alors que Caravage approche lui-même de la fin de sa vie — et qu'il cherche d'ailleurs à se rapprocher de l'ordre religieux de Saint-Jean dont il a été écarté — il témoigne ici encore d'une spiritualité profonde à travers un traitement esthétique typique de l'époque, mais aussi particulièrement caractéristique de son style.